# Yasmil Raymond
Yasmil Raymond (* 1978) ist eine amerikanische Kuratorin. Von 2020 bis 2024 war sie Rektorin der Hochschule für Bildende Künste-Städelschule und Direktorin des Portikus. An der Städelschule beaufsichtigt Raymond derzeit die Umsetzung einer langfristigen, strategischen Vision für die Studiengänge Bildende Kunst und Curatorial Studies sowie das Ausstellungsprogramm des Portikus. Zusätzlich zu ihrer Leitungsfunktion arbeitet Raymond an der Stärkung des internationalen Profils der Städelschule, indem sie Kontakte zu Künstlern, Architekten und Kuratoren aus Südamerika, der Karibik, dem Nahen Osten und Südostasien etabliert, in gleichzeitiger, intensiver Zusammenarbeit mit der Fakultät, um bereits bestehende Initiativen in Westafrika und Asien zu fördern.

## Werdegang
Raymond war zuvor Associate Curator am Museum of Modern Art, New York, wo sie eine Bandbreite an Ausstellungen organisierte, unter anderem mit Werken von Allora & Calzadilla, Kerstin Brätsch, Sadie Benning, Iman Issa, Philippe Parreno, Goshka Macuga, Mark Manders, Rivane Neuenschwander, Sarah Sze, Adrián Villar Rojas, Kara Walker, und Jack Whitten. Vor ihrer Tätigkeit am MoMA war sie Kuratorin der Dia Art Foundation, New York, wo sie die erste US-Ausstellung des Werks von Jean-Luc Moulène organisierte. Außerdem war Raymond Ko-Kuratorin der jüngsten Retrospektive von Donald Judd im MoMA (2020) und der Retrospektive von Carl Andre in der Dia Art Foundation (2014). Zuvor war sie Co-Kuratorin der preisgekrönten Retrospektive von Kara Walker für das Walker Art Center (2007).
Sie ist Mitglied des Kuratoriums der Dia Art Foundation, New York; der Stephen Antonakos Foundation, New York, und A.R.T. (Art Resources Transfer), New York, und ist Mitglied des Beirats der Fondazione Furla, Mailand, Italien, der Franz-Erhard-Walther-Stiftung, Deutschland, und Proto-Cinema, Istanbul, Türkei. Derzeit ist sie für die Auswahl der Hyundai Card GAPADO Artist in Residence, Südkorea, zuständig. Raymond hat zahlreiche Publikationen und Vorträge überzeitgenössische Kunst veröffentlicht und gehalten, und ihre Essays erscheinen in zahlreichen Ausstellungs- und Museumskatalogen.

## Publikationen
- “Paying Respects: Thomas Hirschhorn’s Pixel-Collage,” in Thomas Hirschhorn: The Purple Line (Rom: MAXXI, 2021)
- “Living in the Light of Hope,” in Yoko Ono: The Learning Garden of Freedom (Porto: Serralves Foundation, 2020)
- “Swiss Made: Judd’s Late Work,” in Judd (New York: The Museum of Modern Art, 2020)
- “Kara Walker,” in Among Others: Blackness at MoMA (New York: The Museum of Modern Art, 2019)
- “Jack Whitten,” in Among Others: Blackness at MoMA (New York: The Museum of Modern Art, 2019)
- “Carl Andre,” in Being Modern: MoMA in Paris (New York: The Museum of Modern Art, 2017)
- “In the Light of Art History” in Allora & Calzadilla: Puerto Rican Light (Cueva Vientos) (New York: Dia Art Foundation, 2016)
- “State of Unrest: The Investigations of Process in Franz Erhard Walther’s First Work Set,” in Franz Erhard Walther: First Work Set (New York, Dia Art Foundation, 2016)
- “Ghost Painter,” in Warhol Unlimited (Paris: Musée d'art moderne de la Ville de Paris, 2015)
- “Desegregating the Experience of Art: A User’s Guide to Gramsci Monument” in Thomas Hirschhorn, Gramsci Monument (New York: Dia Art Foundation, 2014)
- “Rirkrit Tiravanija’s Palm Solidarity,” in Inhotim: Collection Catalogue (Belo Horizonte: Centro de Arte Contemporânea Inhotim, 2014)
- “A Theory of Proximity,” in Carl Andre: Sculpture as Place, 1958 – 2010 (New York: Dia Art Foundation, 2013)
- “The Hammer without a Master” in Jean-Luc Moulène: Opus + One (New York: Dia Art Foundation, 2012)
- “A Plea for the Senses” in Koo Jeong A: Constellation Congress (New York: Dia Art Foundation, 2012)
- “Take Care – Take Care” in Thomas Hirschhorn: Establishing a Critical Corpus (Zürich: JRP Ringier, 2011)
- “The Circle Principle of Rivane Neuenschwander” in Rivane Neuenschwander: A Day Like Any Other (New York: The New Museum, 2010)
- “A Dash for What Is Yet Unnamed” in Mark Manders: Parallel Occurrences / Documented Assignments (Los Angeles: Hammer Museum 2010)
- “Contending with Comfort: The Possibility of an Abstract Resistance” in Abstract Resistance (Minneapolis:Walker Art Center, 2010)
- “A Rose for Brave New Worlds” in Brave New Worlds (Minneapolis: Walker Art Center, 2007)
- “Maladies of Power: A Kara Walker Lexicon” in Kara Walker: My Complement, My Enemy, My Oppressor, My Love (Minneapolis: Walker Art Center, 2007)